# Agapito I
Agapito I (Roma, c. 490-Constantinopla, 22 de abril de 536) fue el papa 57.º de la Iglesia católica de 535 a 536.
Perteneciente a la noble familia de la gens Anicia —de la que también salió el papa Félix III y que dará posteriormente a Gregorio I—, era hijo de un sacerdote llamado Gordianus que fue asesinado durante las revueltas que sufrió Roma en tiempos del papa Símaco. Desempeñó los distintos grados del ejercicio sacerdotal en las iglesias de San Juan y San Pablo, colaborando con Casiodoro en la fundación en Roma de una biblioteca eclesiástica de autores griegos y latinos y en un proyecto en Vivarium para traducir los filósofos griegos al latín.
Cuando falleció el papa Juan II, el entonces arcediano Agapito fue elegido para sucederle, y su primer acto como pontífice fue quemar públicamente las bulas por las que el papa Bonifacio II había excomulgado al antipapa Dioscuro (que duró solamente 22 días en el cargo).
Confirmó, enfrentándose para ello al emperador Justiniano, los decretos del Concilio de Cartago por los que negaba a los arrianos que volvían a la ortodoxia cristiana la conservación de sus cargos y beneficios.
En su lucha contra la herejía se enfrentó también con la emperatriz Teodora de ideas monofisitas excomulgando al Patriarca de Constantinopla, Antimo I, nombrado por ella por ser seguidor de su misma doctrina, deponiéndolo y ordenando patriarca a Menas. Asimismo condenó a los monjes acemetas de Constantinopla muy próximos al nestorianismo.
El mismo año de su elección el rey ostrogodo Teodato, que se había hecho con el trono tras la muerte de Atalarico y su madre la regente Amalasunta, solicitó al papa que viajase a Constantinopla para que disuadiera a Justiniano I que sus ambiciones territoriales en Italia, muy acrecentadas tras la conquista de Sicilia por su general Belisario.
Agapito falleció el 22 de abril de 536 cuando aún se encontraba en Constantinopla. Su cuerpo fue trasladado a Roma en un ataúd de plomo y fue enterrado en la iglesia de San Pedro.